# Dysphania recessa
Dysphania recessa är en fjärilsart som beskrevs av Walker 1861. Dysphania recessa ingår i släktet Dysphania och familjen mätare. Inga underarter finns listade i Catalogue of Life.